# Valdresbanen
Valdresbanen er en jernbane i Norge, der går fra Eina på Gjøvikbanen til Dokka. Oprindeligt fortsatte den videre til Fagernes, men strækningen mellem Dokka og Fagernes blev nedlagt i 1989.
Strækningen mellem Eina og Dokka åbnede i 1902 under navnet Landsbanen, og i 1906 blev Valdresbanen til Fagernes åbnet officielt. Banen var privatbane indtil 1937, hvor NSB overtog driften. I 1989 blev persontrafikken på banen indstillet, mens godstrafikken mellem Eina og Dokka fortsatte frem til 1999. Strækningerne Fagernes - Leira og Leira - Bjørgo blev taget op i henholdsvis 1991 og 2003. Efter nedlæggelsen har foreningen Nye Valdresbanen arbejdet for bevaring af banen sammen med AS Valdresbanen, der tilbyder kørsel med skinnecykler på den nedlagte strækning mellem Dokka og Bjørgo om sommeren.

## Historie
Allerede i 1875 blev det diskuteret, om der burde bygges en jernbane i Valdres. Det blev blandt andet diskuteret, om Bergensbanen skulle føres gennem dalen. I 1894 blev det vedtaget, at Bergensbanen skulle gå gennem Hallingdal. Det satte gang i diskussionen om en privat jernbane. Tre alternativer blev diskuteret: en mulighed var en sidebane fra Nesbyen, en anden mulighed var en sidebane fra Hen Station på Randsfjordbanen. Det tredje alternativ var en sidebane fra Røykenvik eller Eina på Gjøvikbanen. I sidste ende var det sidebanen fra Eina, der vandt. Den vigtigste årsag til det var den store interesse i landkommunerne.
Stortinget vedtog at bygge banen 20. maj 1899, og den private jernbaneentreprenør Søren Sørensen fik opgaven. Staten skulle bidrage med 2 mio. kr., og derudover skulle kommunerne og private bidrage med 1,8 mio. kr. Tilsammen regnedes det med, at banen ville koste 3,8 mio. kr. Den første del af banen fra Eina til Dokka åbnede 28. november 1902, og 1. november kom banen til Tonsåsen. På det tidspunkt var alle pengene brugt, og til sidst måtte kommunerne dække budgetoverskridelsen på 700.000 kr. Banen blev forlænget til Aurdal 11. oktober 1905 og nåede omsider Fagernes 11. oktober 1906.
Banen kom til at koste 4,5 mio. kr. i alt, hvilket betød at den blev bygget relativt billigt. Banen blev bygget med mange kurver, og togene måtte oprindeligt kun køre 40 km/t. Svellerne var af almindeligt træ i stedet for imprægneret træ. Det betød at de hurtigt begyndte at rådne og måtte udskiftes efter få år. Skinnerne var imidlertid af forholdsvis god kvalitet. Banen blev bygget med normalspor (sporvidde 1435 mm) ligesom Gjøvikbanen, til trods for at kapspor (sporvidde 1067 mm) var det mest almindelige i Norge på den tid. Den betød tilsammen, at banen kunne benytte langt kraftigere materiel end de fleste andre sidebaner.
Banen blev til at begynde med en succes, og den havde overskud i mange år. Overskuddet blev benyttet til at udbedre banen med. I 1923 vedtog Stortinget, at banen skulle forlænges til Vangsmjøsa, men det blev aldrig til noget. I 1935 blev der indsat en benzindrevet motorvogn på banen, hvilket førte til at rejsetiden mellem Eina og Fagernes blev reduceret til 2½ time. I 1937 udløb banens koncession, og banen blev overtaget af NSB. I 1980'erne gik trafikken kraftigt tilbage, blandt andet fordi bustrafikken mellem Valdres og Oslo var blevet kraftigt forbedret. Persontrafikken på banen blev indstillet 1. januar 1989.